# Annona punicifolia
Annona punicifolia är en kirimojaväxtart som beskrevs av José Jéronimo Triana och Jules Émile Planchon. Annona punicifolia ingår i släktet annonor, och familjen kirimojaväxter. Inga underarter finns listade i Catalogue of Life.